# Ion Baboie
Ion Baboie (* 12. April 1914 in Brașov; † nach 1952) war ein rumänischer Geher.
Bei den Olympischen Spielen 1952 in Helsinki wurde er Achter im 50-km-Gehen.
1953 gewann er bei den Weltfestspielen der Jugend und Studenten Silber im 50-km-Gehen mit seiner persönlichen Bestzeit von 4:29:41 h.